# غاري إتش ستيرن
غاري إتش ستيرن (بالإنجليزية: Gary H. Stern)‏ هو اقتصادي أمريكي، ولد في 3 نوفمبر 1944 في سان لويس أوبيسبو في الولايات المتحدة.

## وصلات خارجية
- غاري إتش ستيرن على موقع إن إن دي بي (الإنجليزية)